# Pont medieval de Sant Joan les Fonts
El pont medieval de Sant Joan les Fonts és un pont del municipi de Sant Joan les Fonts, a la comarca catalana de la Garrotxa. És una obra inclosa a l'Inventari del Patrimoni Arquitectònic de Catalunya.

## Descripció
El pont tenia quatre arcs i dos sobreeixidors; l'arc gros ocupa tota l'amplada de l'actual llit del riu i és de volta apuntada. Els dos sobreeixidors són cadascú a un costat de l'arc central. A la dreta de l'arc principal hi ha dos arcs de mig punt, els quals estan mig amagats per construccions posteriors. L'arc que era a l'esquerra es va enderrocar per eixamplar l'entrada del pont. Va ser construït amb carreus petits, mal escairats, de pedra volcànica del país.

## Història
Sant Joan sempre va ser un pas necessari per a la comunicació del mar i la muntanya. Durant l'època romana s'hi va construir la via Annia, que passava per l'actual carrer de Sant Antoni i travessava el riu Fluvià al mateix lloc del pont actual. Les poques notícies escrites que tenim sobre el pont ens les dona l'historiador local Francesc Montsalvatge; els documents daten els anys 1281 i 1328. Cap d'aquests documents fa referència al pont actual. S'estima que data de l'any 1450. És possible que el pont anterior fou destrossat pels terratrèmols dels anys 1428 i següents que assolaren la comarca.
Per aquest pont hi passava la via que comunicava les terres de la Cerdanya i del Vallespir amb el Comtat de Besalú. Aquest camí resseguia el pla de Bianya i s'enfilava pel Capsacosta, on encara existeixen restes de l'antiga calçada romana. Per aquest camí van passar les tropes franques de Carlemany que van conquerir la ciutat de Girona. El pont, com a tal, apareix documentat el 14 d'octubre de 1247 en un privilegi de caça i pesca atorgat per Pere i Jusiana Cervera de la casa de Bas a favor del priorat de Sant Joan les Fonts. Abans que es bastís aquest pont, en el mateix lloc, ja hi devia existir algun pas i, també, algun establiment, on s'atenien les necessitats dels viatgers. El trànsit de peregrins, de monjos que viatjaven d'un monestir a l'altre i d'artesans que cercaven feines van fer que al segle xiii ja estigués documentat el pont. Durant les obres, al seu voltant es van instal·lar famílies de paletes i monobres.
Els reis d'Aragó van concedir a la Universitat de Castellfollit (comú de veïns de Castellfollit, Montagut, Castellar, Begudà i Sant Joan les Fonts) la facultat d'establir pontatge, per tal de finançar les obres de consolidació de ponts. Un cop el pont fet, als voltants del camí que hi duia s'hi van instal·lar artesans que cobrien les necessitats dels viatgers. Sant Joan les Fonts va tenir un ferrer que, a més de ferrar cavalls, llosava les eines dels pagesos, prop del pont, fins ben entrat el segle xx, i també un hostal i un baster. El 1939 el pont es va salvar de la dinamita dels republicans que en la seva fugida destruïen els ponts per dificultar l'avanç de l'enemic. Un any més tard va sortir indemne de l'aiguat que el va tornar a deixar com a únic pas sobre el Fluvià al poble. A final dels anys vuitanta del segle xx, l'ajuntament va decidir enderrocar la vella caserna de la Guàrdia Civil, que feia temps que era abandonada. L'any 1997, l'ajuntament va enderrocar l'antiga fàbrica de pells que era a l'entrada sud del pont. Aquest fet ha deixat al descobert l'arc més meridional, que era completament tapat.